# Villa Morelos, Cintalapa
Villa Morelos är en ort i Mexiko.   Den ligger i kommunen Cintalapa och delstaten Chiapas, i den sydöstra delen av landet, 600 km sydost om huvudstaden Mexico City. Villa Morelos ligger 707 meter över havet och antalet invånare är 1 677.
Terrängen runt Villa Morelos är kuperad åt sydost, men åt nordväst är den platt. Terrängen runt Villa Morelos sluttar norrut. Runt Villa Morelos är det ganska glesbefolkat, med 30 invånare per kvadratkilometer. Närmaste större samhälle är Tierra y Libertad, 13,3 km sydost om Villa Morelos. I omgivningarna runt Villa Morelos växer huvudsakligen savannskog.